# Муравьёвский фонтан
Муравьёвский фонтан (Источник № 1) — самоизливающийся минеральный источник, расположенный на территории курорта в городе Старая Русса Новгородской области.

## История
В связи в возрастающими потребностями курорта в минеральной воде в 1854 году было принято решение о бурении новой скважины. В статье Ф. Д. Вебера «О Муравьёвском источнике в Старой Руссе» сообщается о том, что бурение источника началось 10 сентября 1858 года в 10 часов утра и к 18 сентября 1859 года в 4 часа 30 минут дня окончено в присутствии комиссии, состоящей из господ Лопутковского, Черкасова, Дмитриева, Екимова и Желтухина. Данный ключ получил название в честь министра государственных имуществ графа Муравьёва (в чьём ведении находился курорт).
В статье сообщалось, что на работы по бурению было затрачено 7 тысяч рублей серебром. Но источник оказался слишком солёным и постепенно вышел из употребления. Вебер писал: «… Муравьёвский, хоть и употребляется внутрь, но всё-таки содержит слишком большое количество солей для того, чтобы служить для методического лечения водами». 
Источник использовался для технических нужд, затем стал символом курорта и города в целом.

## Устройство
Первоначальная глубина скважины составляла по некоторым данным 119,5 метра, по другим — 118,08 м. Скважина была закреплена деревянными трубами.
В 1904 году инженер М. В. Сергеев заменил деревянное крепление на шестидюймовые трубы из красной меди. Источник был перекаптирован и углублён.
В ходе боёв и во время немецкой оккупации города в годы Великой Отечественной войны фонтан был полностью уничтожен.
Работы по восстановлению фонтана начались после освобождения Старой Руссы 18 февраля 1944 года.

## Внешний вид
До 1894 года скважина фонтана представляла собой деревянную трубу с чашей, через которую выливалась вода. Позднее для оформления источника был изготовлен каменный пьедестал с мраморной чашей, из которой била струя воды на высоту до 1,5 метров и падала на плиточный пол, просачиваясь в почву.
В 1890—1895 годах в скважина была реконструирована, устроен фонтан, над которым был сооружён металлический остеклённый шатер, а вокруг скважины — кирпичный бассейн. Фонтан бил на высоту до 8,5 метров, давая около 61,50000 литров в сутки при постоянной температуре около 11 °C.
Постепенно к шатру были построены крытые галереи. Одна соединяла фонтан со зданием казённой гостиницы на 65 комнат. Другая галерея вела к деревянному театру, построенному Бенуа. Все постройки были украшены резьбой. Стиль этому ансамблю придали известный декоратор Изенберг и новгородский художник Эренберг. Таким он просуществовал до Великой Отечественной войны.
После серьёзных разрушений фонтан был восстановлен в 1955 году вместе с лечебной галерей и верандой.
В 1982 году был возведён новый купол, но из-за солей, находящихся в воздухе, он быстро заржавел и был разобран.
С весны 1996 года фонтан стоит открытым. Напор струи был уменьшен из-за негативного влияния на растущие рядом деревья.
В 2015 году фонтан получил вечернюю подсветку. Планируется устройство нового шатра.

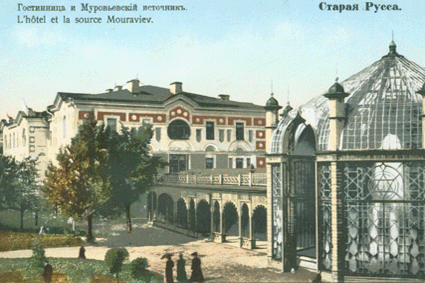
конец XIX века
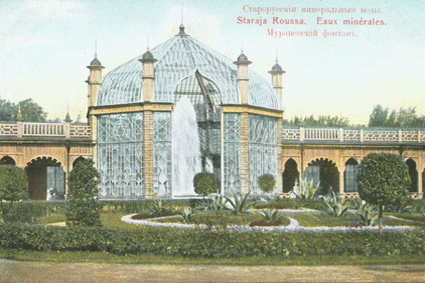
конец XIX века
80-е годы XX века
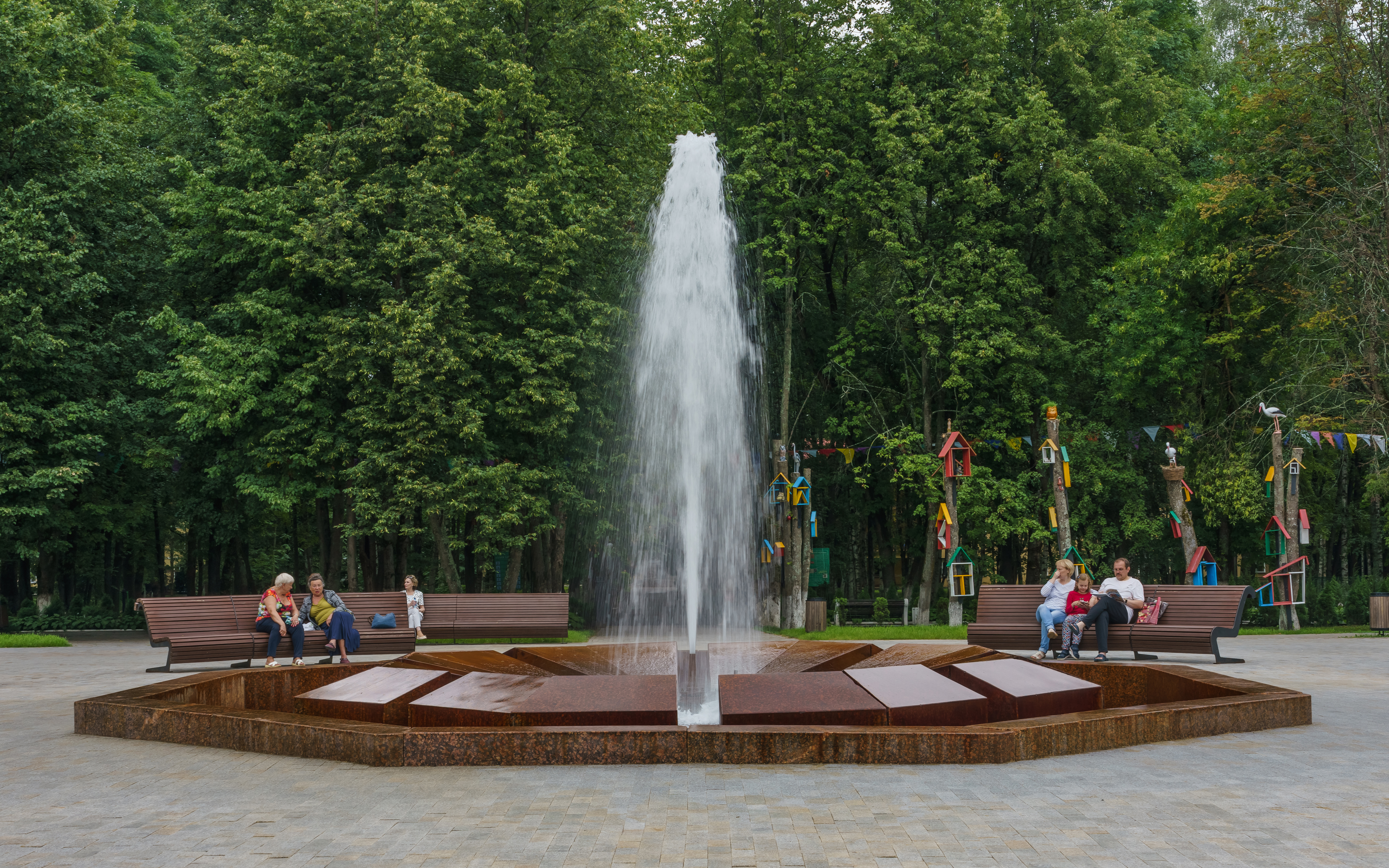
современный вид

## Интересные факты
- Муравьёвский фонтан считается самым мощным минеральным источником в Европе[5].
- Муравьёвский фонтан является символом города. Его изображение можно найти на кружках, почтовых конвертах, сувенирах.

- В 2002 году Муравьевский фонтан был изображён на монете в 10 рублей из серии «Древние города России». На реверсе монеты также изображены Герб Старой Руссы и Воскресенский собор. Монета отчеканена на Санкт-Петербургском монетном дворе.